# Pranlukast
Pranlukast (łac. pranlukastum) – wielofunkcyjny organiczny związek chemiczny, lek przeciwleukotrienowy, stosowany w leczeniu astmy oskrzelowej oraz alergicznego nieżytu nosa (kataru siennego), wprowadzony na rynek farmaceutyczny jedynie w Japonii.

## Mechanizm działania
Pranlukast jest selektywnym i kompetytywnym antagonistą receptora leukotrieniowego LTC4/D4/E4. Pranlukast zmniejsza wczesną i późną odpowiedź odpornościową na alergen wziewny oraz niespecyficzną nadreaktywność oskrzeli spowodowaną histaminą.

## Zastosowanie
- astma oskrzelowa[6]
- alergiczny nieżyt nosa[6]

Zgodnie wytycznymi Światowej Inicjatywy na Rzecz Zwalczania Astmy (GINA 2018) leki przeciwleukotrienowe są zalecane jako leki drugiego rzutu w przypadku braku możliwości zastosowania niskich dawek steroidów wziewnych na drugim stopniu ciężkości astmy oskrzelowej oraz jako lek dodatkowy na wyższych stopniach ciężkości choroby.
Pranlukast posiada aktywność przeciwko prątkowi gruźlicy i poprawia skuteczność leczenia gruźlicy na modelu zwierzęcym.

## Działania niepożądane
Pranlukast jest dobrze tolerowany i może powodować u ponad 2% pacjentów ból brzucha oraz ból głowy.